# Диоцез Тампере

Герб диоцеза Тампере

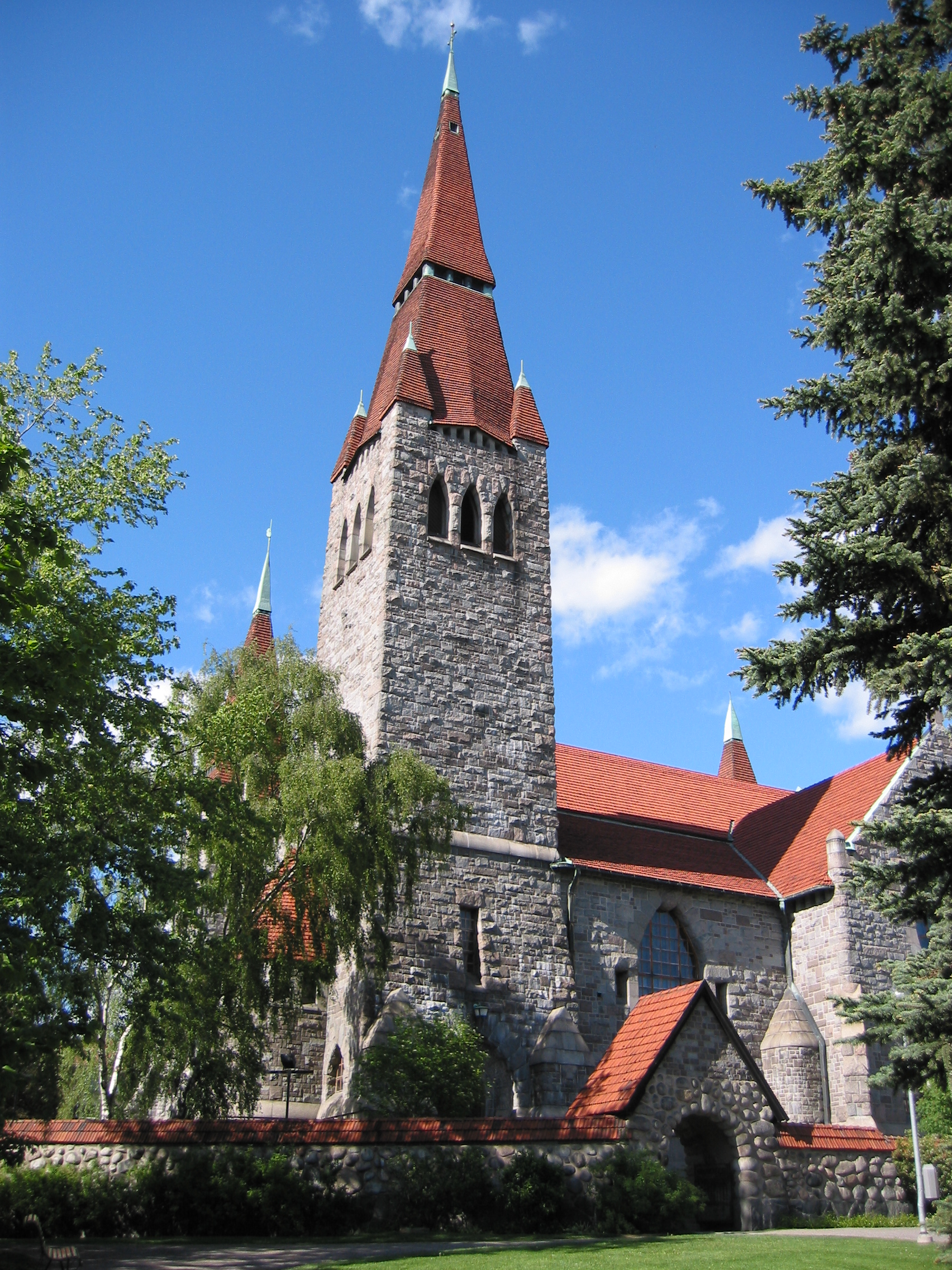
Собор Тампере

Диоцез Тампере (фин. Tampereen hiippakunta) — диоцез Евангелическо-лютеранской церкви Финляндии, основанный в 1554 году. Самый большой и второй самый старый диоцез в Финляндии. Насчитывает 69 приходов.
Кафедральным собором диоцеза является Кафедральный собор Тампере. 

## История
История диоцеза насчитывает более 450 лет. Он был основан в 1554 году, когда король Густав I Ваза разделил диоцез Турку, охватывающую всю страну, на две части. Сначала новый диоцез был в Выборге, первым епископом был Паавали Юустин. После захвата Выборга Российской империей в 1723 году Епископский Престол был перенесён в Порвоо. Но с основанием нового шведского диоцеза в Порвоо в 1923 году второй старейший диоцез Финляндии была вынужден переехать в Тампере, где и находится по сей день.

## Епископы Тампере
- Яакко Гуммерус 1923—1933
- Алекси Лехтонен 1934—1945
- Элис Гулин 1945—1966
- Эркки Кансанахо 1966—1981
- Пааво Кортекангас 1981—1996
- Юха Пихкала 1996—2008
- Матти Репо 2008—